# Штайнер, Питер
Пи́тер Шта́йнер (англ. Peter Steiner; род. 1940, Цинциннати, Огайо, США) — американский карикатурист, художник и писатель. Наиболее известен как автор рисунка «В Интернете никто не знает, что ты собака», опубликованного 5 июля 1993 года в журнале  The New Yorker. Как писатель опубликовал 9 романов.

## Ранняя жизнь и карьера
Питер Штайнер родился в 1940 году в городе Цинциннати, штат Огайо, в семье австрийцев — эмигрантов, покинувших Австрию в 1938 году из-за надвигавшегося аншлюса. Впоследствии Штайнер рассказал, что дома семья разговаривала по-немецки.
Он учился в Университете Майами, где получил степень бакалавра, причём на первом курсе он обучался в Свободном университете Берлина. Во время службы в армии США Питер находился в Германии, будучи офицером связи в зенитно-ракетных войсках. В 1967 году, во время обучения в Питтсбургском университете, он получил степень магистра по немецкой литературе, а в 1969 — доктора философии. Прежде, чем стать художником-карикатуристом, Питер Штайнер восемь лет (с 1969 по 1977 год) преподавал в колледже Дикинсона в Карлайле (штат Пенсильвания) в качестве профессора немецкой литературы. За это время он провел целый год в творческом отпуске в Вене, написав книгу об австрийском писателе Франце Верфеле.  В 1977 году Питер переехал в Уоткинсвилл (штат Джорджия), недалеко от Атенса, где его жену наняли преподавать в Университете Джорджии и где он начал публиковать обложки и иллюстрации для журнала Brown's Guide.

## Карикатуры

Знаменитый рисунок Штайнера

Питер Штайнер продал свою первую карикатуру журналу The New Yorker в 1979 году, и с тех пор он регулярно публикуется в нём. Также его работы появлялись на страницах таких изданий, как The Weekly Standard и The Washington Times. Его знаменитый рисунок «В Интернете никто не знает, что ты собака» — самое тиражируемое изображение в истории The New Yorker.